# Sungai Ara
Sungai Ara là một khu dân cư trong George Town (thị trấn George), thuộc bang Penang, Malaysia. Sungai ara nằm trong khu Tây Nam Đảo Penang, tiếp giáp với thị trấn Bayan Lepas. Sungai Ara cũng giáp với Relau ở phía bắc và Bayan Baru ở phía đông.

## Tên gọi
Sungai Ara theo nghĩa đen có nghĩa là "con sông vả" trong tiếng Mã Lai; nó được đặt theo tên một con sông chảy qua khu vực này.

## Lịch sử

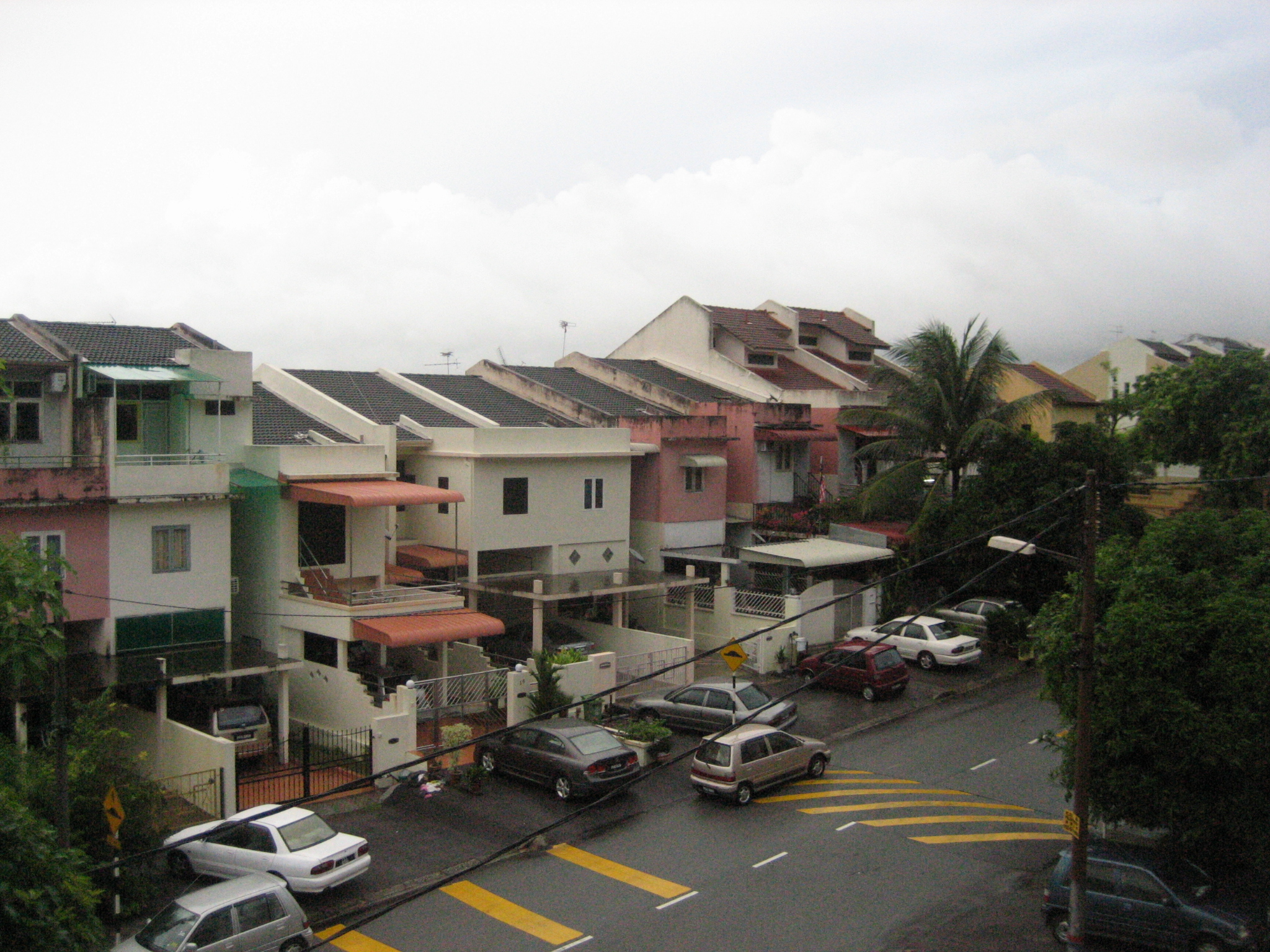
Nhà ở tại Sungai Ara

Sungai Ara từng là khu nông nghiệp; cho đến hiện tại, ngôi làng nguyên thủy của Sungai Ara vẫn ở giữa Jalan Dato Ismail Hashim và Jalan Tengah. Sungai Ara bắt đầu phát triển thành thị trấn dân cư vào cuối thế kỷ 20, sau khi Khu công nghiệp tự do Bayan Lepas được xây dựng gần đó vào những năm 1970.

## Giao thông
Jalan Dato Ismail Hashim và Jalan Tengah là những đường phố chính trong phạm vi lân cận. Trước đó, con cũ được gọi là Jalan Sungai Ara rồi được đổi tên dưới sự ảnh hưởng của một người đọc Kinh Qur'an nổi tiếng ở Malaysia.
Tuyến xe buýt Penang nhanh 301, 302, 306 và 308 bao gồm các điểm dừng trong Sungai Ara, kết nối khu vực lân cận với nhiều điểm đến khác nhau, bao gồm George Town- thành phố thủ phủ của Penang, Sân bay Quốc tế Penang, Bayan Lepas, Bayan Baru, Trung tâm thương mại Queensbay, SPICE Arena và Teluk Kumbar.

## Giáo dục
Sungai Ara cũng được biết đến là một khu vực tương đối an toàn. Đồng thời nơi đây là địa điểm thuận tiện cho những người đang làm việc và học tập tại các cơ sở giáo dục trong các khu lân cận như Đại học Khoa học Malaysia (USM) ở Gelugor và Cao đẳng Quốc tế Penang ở Bukit Jambul.
Có bốn trường tiểu học và một trường trung học ở  Sungai Ara.
Trường tiểu học
- SRK Mutiara Perdana[9]
- SRK Sungai Ara[10]
- SRJK (C) Chong Cheng[11]
- SRJK (T) Sungai Ara[12]

Trường trung học
- SMK Sungai Ara[13]